# Larinia cyclera
Larinia cyclera là một loài nhện trong họ Araneidae.
Loài này thuộc chi Larinia. Larinia cyclera được miêu tả năm 1990 bởi Chang-Min Yin et al..